# Pinheyschna rileyi
Pinheyschna rileyi – gatunek ważki z rodziny żagnicowatych (Aeshnidae).